# Gazdag László (közgazdász)
Gazdag László (Pásztó, 1953. március 19. –) magyar közgazdász, közíró.

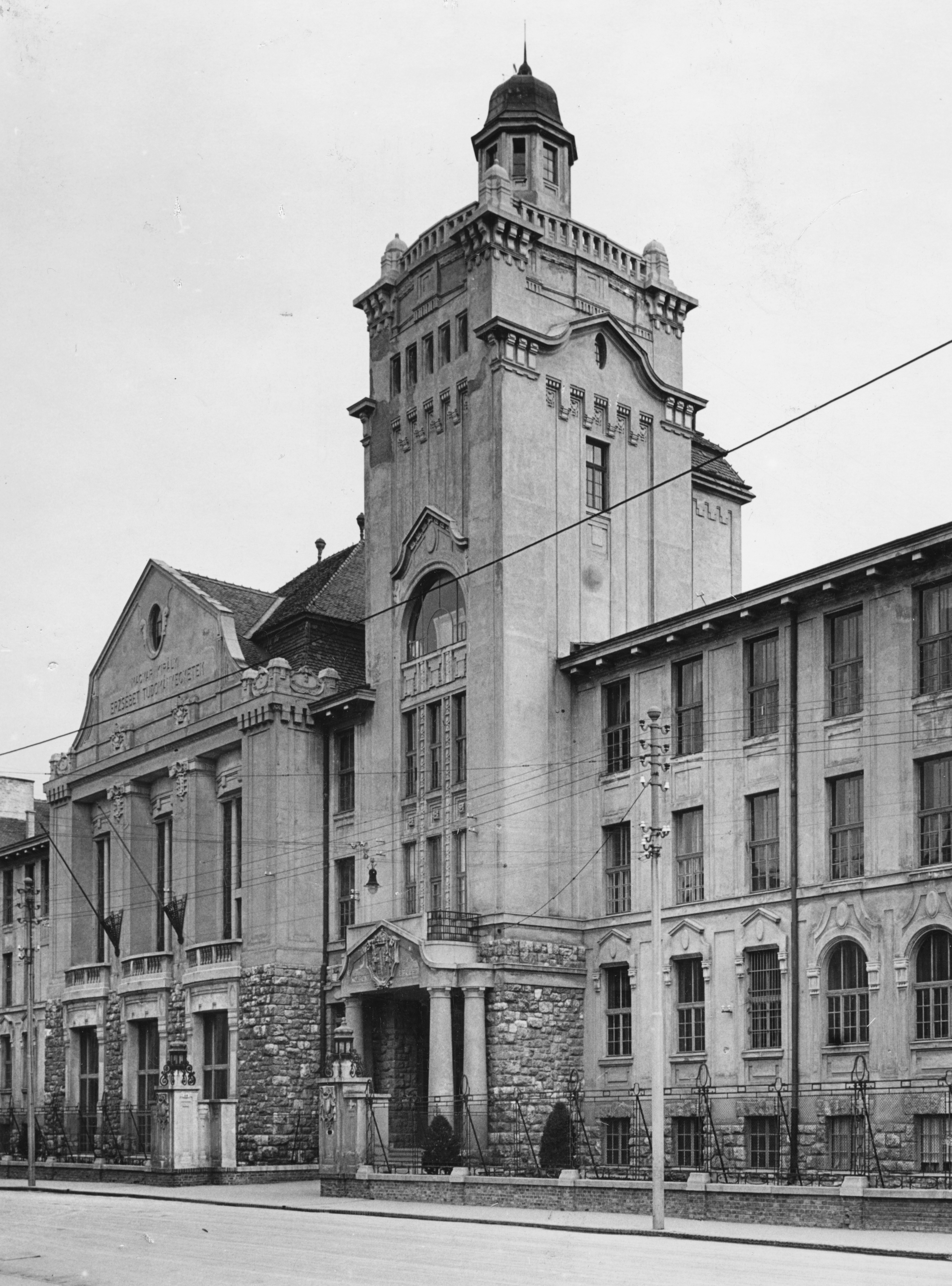
1989–2010 között a Pécsi Tudományegyetemen tanított

| Gazdag László                             | Gazdag László                             |
| Kattints az alábbi külső linkek egyikére! | Kattints az alábbi külső linkek egyikére! |
| ----------------------------------------- | ----------------------------------------- |
| Nem található szabad kép.(?)              |                                           |
| külső link · jogvédett                    | Előadók – Szintézis Szabadegyetem         |

## Élete és munkássága
1971-ben érettségizett a gyöngyösi Mezőgazdasági Technikumban. 1978-ban diplomázott a Marx Károly Közgazdaságtudományi Egyetem pécsi tagozatán agrárszakon. 1979-ben az Országos Tudományos Diákköri Konferencián első és harmadik díjat nyert két szekcióban. Az első díjat a Jánossy-féle helyreállítási periódusokról írt dolgozatával, a harmadik díjat az agrárszekcióban a termőföld árának képzéséről írt dolgozatával. 1981-ben egyetemi doktori fokozatot, 1999-ben kandidátusi fokozatot szerzett. 1978–1989 között a szekszárdi KSZE Növénytermelési Rendszer közgazdasági osztályvezetője volt, főként elemzéssel foglalkozott. 1989–1999 között a Pécsi Tudományegyetem Közgazdaságtudományi Karán adjunktus, majd 1999–2009 között egyetemi docens volt. 2009-től a Pécsi Tudományegyetem szekszárdi Illyés Gyula Főiskolai Karán, 2011-től a Kodolányi János Főiskolán tanított. 2013–2016 között a Tatabánya-Budapest székhelyű Edutus Főiskolán tanított, onnan ment nyugdíjba 2016-ban.

## Főbb kutatási területei
- makrogazdaságtan, a monetáris szféra és a reálszféra kapcsolata
- történetfilozófia (fejlődéselmélet)
- a filozófia, a vallás, és a természettudomány (modern fizika) kapcsolata

### Legfontosabb publikációi
- Átváltozások az Elbától keletre és nyugatra. Szenci Molnár Társaság kiadása, 1994
- A relativitáselméleten túl. Szenci Molnár Társaság kiadása, 1995. Angol nyelven: Beyond the theory of the relativity. 1995. Ismertette: Fusion Facts Now Reports on Both Cold Fusion and Other Enhanced Energy Devices.[1]
- Relativitáselmélet és szuperfolyékony vákuum. (Avagy a bölcselet alkonya) MEK-OSZK[2]
- Superfluid mediums, vacuum spaces. Speculations in Science and Technology, Vo.12.,No. 1., 1989
- Combining of the gravitational and electromagnetic fields. Speculations in Science and Technology, 1993. 16(1), 20-25. 1993
- Einstein’s second postulate. Speculations in Science and technology, Vo. 18., 1995
- Combining of the strong and weak interactions. Light Work, USA, Tucson, 1998 február, Vol. 4. No. 2a. p. 1-2.
- The Einstein-equations as real motion equations. Light Work, USA, Tucson, 1998. május
- Homályos zóna. Kornétás, 2001[3]
- A hárompólusú világ erővonalai. (Társszerzőként Baka Judittal) Krónika, Pécs, 2002
- A teremtés titka. Alexandra K. 2004. (László Ervin és Hernádi Gyula előszavaival)
- A Bokros-csomag mítosza és a valóság. Laurus, 2007
- A világűr meghódításának első 50 éve. (Társszerzőként Mészáros Istvánnal) Laurus, 2007
- A közgazdaságtan alapjai. Dialog Campus, 2007
- Magyarország úttévesztése (A rendszerváltás közgazdaságtana). Mundus, 2009
- A menedzsment alapjai. Dialog Campus, 2010
- A fejlődés természete (Civilizációk). Szamárfül, 2011
- Van élet a halál után (?). Tarandus, 2012. (László Ervin előszavával)
- A bölcselet vége: az éter konzisztens elmélete. (társszerző Kristóf Miklós) MEK.[4]
- 8. Fejezet. Gazdag László A hosszú távú gazdasági ciklusok. In.: Közgazdaságtan.Társadalom-gazdaságtan, makroökonómiai alapok. Szerkesztette: Dr. habil. Csath Magdolna (DSc) Nemzeti Közszolgálati Egyetem Budapest, 2014.[5]
- Marx, marxizmus, szocializmus. Scolar, 2016
- Magyarország agrártörténete; Agroinform, Budapest, 2016
- Környezet – gazdaságtan. Környezet gazdálkodás. Kossuth Könyvkiadó. 2018[6]
- László Ervin filozófus The Connectivity Hypothesis (New York-i Állami Egyetem, 2003) c. könyvéhez matematikai-fizikai függeléket írt. Közgazdasági és filozófiai publikációinak száma meghaladja a 150-et, egyéb közírói cikkeinek száma az ezret.
- Gazdag László: Iszlám apokalipszis. OSZK-MEK. mek.oszk.hu (Hozzáférés: 2025. január 28.)

## Toll és Igazságban megjelent írásai. Válogatás
- Pénzügy-gazdaság.Toll és Igazság. 2021.[7]
- Választás 2021/22. Toll és Igazság.[8][9]
- Klímaválság: Valós veszély, vagy hisztéria ? Fenntartható agrárium. A vidék népe a pesti flaszterról nézve. Bolondok kontinense. Hol folyjon a kutatás. Toll és Igazság. 2022.[10][11]
- Az űrverseny első évtizede: Szovjet fölény. Toll és Igazság. 2023.09.12.[12]
- OROSZ-UKRÁN TESTVÉRHÁBORÚ. Toll és Igazság. 2023.08.28.[13]
- Európa haldoklása. Toll és Igazság. 2023.12.06.[14]
- MODERNIZÁCIÓS ZSÁKUTCÁK. Toll és Igazság. 2024.02.06.[15]
- Iszlám veszély. Toll és Igazság. 2024.04.24.[16]
- Viszont válasz foghegyről. Toll és Igazság. Vélemény. 2024.06.09.[17]
- Társadalompatalógia. Toll és Igazság. Társadalom-Politika. 2024.06.12.[18]
- KÖRNYEZET-GAZDASÁGTAN, KÖRNYEZETGAZDÁLKODÁS. Toll és Igazság. Kutatás-Kultúra. 2024.06.27.[19]
- Területért békét. Toll és Igazság.  Külpolitika. 2024.07.16.[20]
- A megsebzett medve szindróma. Toll és Igazság. Biztonságpolitika-Honvédelem. 2024.07.18.[21]
- A versenyképesség kulcs a szerkezetpolitika. Toll és Igazság. Pénzügy-Gazdaság. 2024.07.22.[22]
- 90-es évek: Az elvesztett évtized. Toll és Igazság. Biztonságpolitika-Honvédelem. 2024.08.07.[23]
- 1989: A magyar modernizációs törekvések kudarcai. Toll és Igazság. Pénzügy-Gazdaság. 2024.09.11.[24]
- Paláver és a bérinflációs mese. Toll és Igazság. Pénzügy-Gazdaság. 2025.01.25.[25]
- Békét az ukrán és orosz népnek. Toll és Igazság. Külpolitika. 2025.03.08.[26]
- AZ OROSZOK MÁR A GÁZVEZETÉKBEN VANNAK! Toll és Igazság. Vélemény. 2025.03.12.[27]
- TERÜLETÉRT BÉKÉT? Toll és Igazság. Külpolitika. 2025.03.22.[28]
- Több mint bűn: hiba. Toll és Igazság.  Pénzügy-Gazdaság. 2025.03.31.[29]
- MIGRÁNSVÁLSÁG: TÉVHITEK ÉS VESZÉLYEK! Toll és Igazság. Társadalom-Politika. 2025.04.17.[30]
- A TÖRTÉNELEM LEGFURCSÁBB PÁRBAJA. Toll és Igazság. 2025.08.20. Történelem.[31]

## Elismerései
- Gazdag László, az aranykatedrás. Előadásai maradandó élményt jelentenek a hallgatóknak. Tolnai Népújság, 2000.12.14. 292. sz.[32]

## Videófelvételek
- Gazdag László: Van élet a halál után (?) könyvbemutató 1. rész (Tarandus Kiadó) – Youtube.com, Közzététel: 2012.07.04. Tarandus Kiadó.
- Gazdag László: Van élet a halál után (?) könyvbemutató 2. rész (Tarandus Kiadó) – Youtube.com, Közzététel: 2012.07.05. Tarandus Kiadó.
- Gazdag László: Van élet a halál után (?) könyvbemutató 3. rész (Tarandus Kiadó) – Youtube.com, Közzététel: 2012.07.07. Tarandus Kiadó.
- Marx. marxizmus. Műsorvezető: Egely György. Vendég: Dr. Gazdag László, közgazdász, egyetemi docens – Youtube.com, Közzététel: 2016.11.22. hatoscsatorna.
- Tabuk, Titkok, Tények. Műsorvezető: Egely György. Vendég: Dr. Gazdag László, közgazdász, egyetemi docens – Youtube.com, Közzététel: 2018.02.27. hatoscsatorna.
- Tabuk, Titkok, Tények. Műsorvezető: Egely György. Vendég: Dr. Gazdag László, közgazdász, egyetemi docens – Youtube.com, Közzététel: 2018.12.04. hatoscsatorna.* Gazdag László: Összeomlások II. Tabuk, Titkok, Tények. Műsorvezető Egely György. 2015.01.07. hatoscsatorna Videó
- Gazdag László: Marx, marxizmus. Tabuk, Titkok, Tények. Műsorvezető Egely György.  2016.11.22. hatoscsatorna Videó
- Gazdag László: Kapitalizmus ma és holnap. Tabuk, Titkok, Tények. Műsorvezető Egely György.  2016.12.07. hatoscsatorna Videó
- Gazdag László: Az utolsó válság ? Műsorvezető Egely György. Tabuk, Titkok, Tények. 2018.02.27. hatoscsatorna Videó
- Gazdag László: Javítható- a kapitalizmus ? Tabuk, Titkok, Tények. Műsorvezető Egely György. 2018.09.11. hatoscsatorna. Videó

## Hazai és nemzetközi hivatkozások
- Sipos Béla. Recenzió. Demokrata 30. 2025.02.04. Gazdag László: Iszlám apokalipszis. OSZK-MEK. Magánkiadás. Jogvédett. 2025. (Itt megtalálható:[33])[34]
- Cs. Szabó Béla. Recenzió. Toll és Igazság. Kutatás-Kultúra. 2025.02.06. Gazdag László: Iszlám apokalipszis. OSZK-MEK. Magánkiadás. Jogvédett. 2025. (Itt megtalálható:[33])[35]
- Gazdag, L. (1993). Combining of the gravitational and electromagnetic fields. Speculations in Science and Technology, 16(1), 20-25.
- Gazdag, L. (1995). A relativitas elmeleten tul (Beyond relativity theory). Budapest, Hungary: Szenci Molnar Tarsasag. c. munkáira hivatkozik: Ervin Laszlo. Cosmic Connectivity: Toward a Scientific Foundation for Transpersonal Consciousness. INTERNATIONAL JOURNAL OF TRANSPERSONAL STUDIES. Volume 23. Issue 1. Article 4. 1-1-2004.